# Frătăuţii Noi
Frătăuţii Noi é uma comuna romena localizada no distrito de Suceava, na região de Bucovina. A comuna possui uma área de 54.57 km² e sua população era de 5731 habitantes segundo o censo de 2007.